# Un medico in famiglia (serie animata)
Un medico in famiglia è una serie animata del 2003 prodotta da Rai Fiction, Publiglobo, Globomedia e Crea Anima2, composta da un'unica stagione. È ispirata all'omonima serie TV Un medico in famiglia.
La sigla della serie animata è Ai Ai Ai dei Los Locos, già utilizzata come sigla della fiction originale.

## Distribuzione
È stata trasmessa in prima visione su Rai Due dal 21 ottobre 2003, all'interno del contenitore Go-Cart Mattina.

## Doppiaggio
Alcuni personaggi della serie sono doppiati dagli stessi interpreti dei medesimi personaggi di Un medico in famiglia.
| Nome del personaggio | Doppiatore italiano |
| -------------------- | ------------------- |
| Nonno Libero         | Lino Banfi          |
| Lele                 | Roberto Certomà     |
| Alice                | Beatrice Margiotti  |
| Maria                | Margot Sikabonyi    |
| Ciccio               | Barbara Pitotti     |
| Annuccia             | Eleonora Cadeddu    |
| Alberto              | Alessio De Filippis |
| Reby                 | Carlotta Aggravi    |
| Cettina              | Milvia Bonacini     |
| Raponi               | Ambrogio Colombo    |
| Gloria               | Emanuela Amato      |
| Gennarone            | Sergio Lucchetti    |
| Giulio               | Domenico Strati     |
| Giacinto             | Domenico Strati     |
| Fausto               | Pino Ferrara        |

## Episodi
1. Il giardino
2. Auto pazze
3. Bottedorata
4. Duro da rodere
5. Ciak si gira!
6. Gioco pulito
7. La casa dei vostri sogni
8. La fidanzata di mio nonno
9. In gita
10. Il motociclista mascherato
11. Ciccio Crusoe
12. Il fantasma
13. L'inondazione
14. La battaglia del fanale
15. Il soldato Lisa
16. Il salotto nuovo
17. Il circo
18. Attrazione pericolosa
19. Bau, bau!
20. Che simpatico musetto!
21. Il clonatore di materia
22. La carica dei 101... gatti
23. Marinando la scuola
24. Il sogno di Ciccio
25. Il gioco a premi
26. I ricordi di mio nonno